# Municipio de Villard (Minnesota)
El municipio de Villard (en inglés, Villard Township) es un municipio del condado de Todd, Minnesota, Estados Unidos. Tiene una población estimada, a mediados de 2022, de 674 habitantes.

## Geografía
Está ubicado en las coordenadas 46°19′36″N 94°44′16″O / 46.32667, -94.73778 (46.326551, -94.737708). Según la Oficina del Censo, tiene una superficie total de 81.7 km², de los cuales 78.2 km² corresponden a tierra firme y 3.5 km² están cubiertos de agua.

## Demografía
Según el censo de 2020, en ese momento había 667 personas residiendo en la zona. La densidad de población era de 8.5 hab./km². El 93.10 % de los habitantes eran blancos, el 0.30 % eran afroamericanos, el 0.45 % eran asiáticos, el 2.10 % eran de otras razas y el 4.05 % eran de una mezcla de razas. Del total de la población, el 1.80 % eran hispanos o latinos de cualquier raza.